# Urbain Braems
Pour les articles homonymes, voir Braems.
Urbain Braems est un footballeur et entraîneur belge né le 10 novembre 1933 et mort le 9 septembre 2021.
Il a été joueur au KSV Sottegem (225), KRC Malines (24), FC Bruges (2) et Daring Club de Bruxelles (2), avant de faire une remarquable carrière d'entraîneur dans les principaux clubs de Belgique.

## Carrière d'entraineur
Agé de 28 ans, Urbain Braems commence sa carrière d'entraineur dans sa ville natale au KSV Zottegem. Il reste pendant cinq saisons avec le club, avant d'accepter le défi proposé par le Cercle de Bruges, alors en D3. Le nouvel entraîneur veut ramener les Brugeois en D1 dans les cinq ans.
Lors de sa première saison, le Cercle remporte la montée sur tapis vert, après une erreur dans la feuille de match lors de la rencontre face à Alost, concurrent principal des Brugeois. La saison suivante, les promus font la course en tête en D2, mais s'effondrent dans le sprint final et terminent à la 4e place. Après une sixième place en 1970, Braems amène le Cercle en D1 en 1971. Il reste entraîneur la première saison, puis quitte les Verts, estimant son travail accompli.
Urbain Braems signe alors à l'Antwerp, mais les choses ne se passent pas comme prévu[Quoi ?], et l'entraîneur quitte le Matricule 1 en avril 1973. 
Il prend alors les rênes du Sporting d'Anderlecht, avec lequel il remporte le titre de champion de Belgique, ainsi que la coupe de la Ligue Pro en 1974, et atteint la finale en 1975. Il quitte ensuite la capitale et signe à Beveren. 
Braems reste 3 saisons à Beveren (1975-78), et remporte la Coupe de Belgique 1978, puis passe chez les voisins de Lokeren (1978-79). Il revient ensuite à Anderlecht, mais n'y reste qu'un an (1979-80). 
Urbain Braems est de retour à Beveren en juillet 1981. Le club vient d'engranger ses premiers trophées, et compte sur son nouvel entraîneur pour poursuivre sur sa lancée. La première saison est vierge de toute distinction, mais Beveren remporte la Coupe de Belgique en 1982-83, et le titre de champion de Belgique en 1983-84. Braems quitte alors le club waeslandien.
En juillet 1985, il découvre l'étranger, en reprenant l'équipe grecque du Paniónios GSS. Braems y reste 3 saisons et participe à la Coupe UEFA en 1987-88. Il rejoint ensuite le Standard de Liège.
Après une saison où il amène le Standard en finale de coupe de Belgique, il est rapidement remercié par la direction au début de sa 2e saison et remplacé par Georg Kessler. Sans contrat, il signe en Turquie et part à Trabzonspor.
Sa première saison en Turquie est un succès, amenant le club à la 3e place du championnat, et s'inclinant en finale de la Coupe de Turquie contre le champion, Besiktas (2-0). Mais Braems choisit d'interrompre son contrat, et de prendre une année sabbatique, à la suite de problèmes de santé. Le retour de l'entraîneur la saison suivante est un succès, Trabzonspor remportant la Coupe de Turquie et se qualifie pour la Coupe de l’UEFA. Braems, âgé de 60 ans arrête alors sa carrière d'entraîneur. Il est nommé citoyen d'honneur de la ville de Trabzon en 2007.

## Palmarès d'entraineur
RSC Anderlecht
- Championnat de Belgique : Champion en 1974
- Coupe de la Ligue Pro : Vainqueur en 1974
- Coupe de la Ligue Pro :  Finaliste en 1975

 KSK Beveren
- Championnat de Belgique : Champion en 1984
- Coupe de Belgique : Vainqueur en 1978
- Coupe de Belgique : Vainqueur en 1983
- Supercoupe de Belgique  : Vainqueur en 1984